# 斯洛伐克民族起义广场 (班斯卡-比斯特里察)

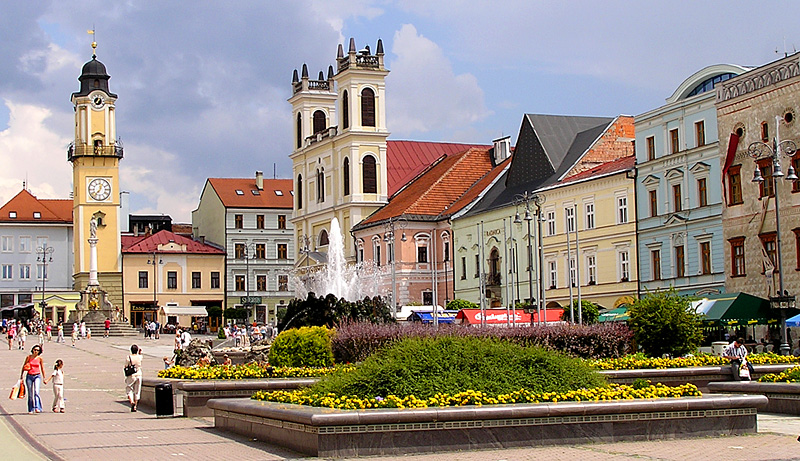
斯洛伐克民族起义广场

斯洛伐克民族起义广场 (Námestie Slovenského národného povstania)，又名SNP广场 (Námestie SNP)位于斯洛伐克城市班斯卡-比斯特里察的市中心，得名于1944年斯洛伐克民族起义。600年来，它一直是这个城市的生活中心。在20世纪，广场举行定期群众集会，庆祝第一次民族独立。这里咖啡馆，餐馆和小商店星罗棋布，是一个受本地人欢迎的地方，也是以其显着的历史建筑吸引游客的旅游景点。整个广场是免费的公共无线接入点。 
1945年，广场更名为“民族起义广场”（Námestie Národného povstania），后改为“斯洛伐克民族起义广场”（Námestie Slovenského národného povstania）。 这个名字到现在一直保持不变。1989年11月21日，天鹅绒革命的一个早期事件在此发生，学生们在这个广场举行示威。
这个广场上有一个建于1552年的钟楼，倾斜达40分米。还有建于18世纪，感谢圣母结束致命的黑死病的黑死病纪念柱。1964年苏联领袖赫鲁晓夫访问前夕被临时移走，因为一个宗教的象征，作为共产党领导的讲话背景，被认为过于尴尬。圣方济各沙勿略主教座堂是罗马耶稣教堂的复制品，是1776年以来天主教班斯卡-比斯特里察教区的主教座堂。